# Cantone di Pont-d'Ain
Il Cantone di Pont-d'Ain è una divisione amministrativa dell'arrondissement di Bourg-en-Bresse con capoluogo Pont-d'Ain.
A seguito della riforma approvata con decreto del 13 febbraio 2014, che ha avuto attuazione dopo le elezioni dipartimentali del 2015, è passato da 11 a 24 comuni.

## Composizione
Gli 11 comuni facenti parte prima della riforma del 2014 erano:
- Certines
- Dompierre-sur-Veyle
- Druillat
- Journans
- Neuville-sur-Ain
- Pont-d'Ain
- Priay
- Saint-Martin-du-Mont
- Tossiat
- La Tranclière
- Varambon

Dal 2015 i comuni appartenenti al cantone sono i seguenti 24:
- Bolozon
- Boyeux-Saint-Jérôme
- Ceignes
- Cerdon
- Challes-la-Montagne
- Dortan
- Izernore
- Jujurieux
- Labalme
- Leyssard
- Matafelon-Granges
- Mérignat
- Neuville-sur-Ain
- Nurieux-Volognat
- Peyriat
- Poncin
- Pont-d'Ain
- Priay
- Saint-Alban
- Saint-Jean-le-Vieux
- Samognat
- Serrières-sur-Ain
- Sonthonnax-la-Montagne
- Varambon